# Boğazköy İstiklal (Arnavutköy)
Boğazköy İstiklal est un quartier du district d'Arnavutköy, sur la rive européenne de la province d'Istanbul.